# Michael Zegen
Michael Zegen (nascido em 20 de fevereiro de 1979) é um ator norte-americano. Ele é mais conhecido por seus papéis na série de televisão Rescue Me (2004–2011), Boardwalk Empire (2011–2014), e The Marvelous Mrs. Maisel (2017–2023).

## Vida pessoal
Zegen nasceu de uma mãe professora e um pai advogado, e viveu em Glen Rock, Nova Jersey, antes de se mudar para a vizinha Ridgewood quando tinha cinco anos. Ele tem dois irmãos. Ele é judeu. Sua mãe nasceu na Áustria em um campus de refugiados e seus avós maternos eram sobreviventes do Holocausto da Ucrânia e Polônia. Ele frequentou o Ensino Médio de Ridgewood, onde foi ativo no programa de teatro da escola. Zegen é um graduado de 2001 da Faculdade Skidmore.

## Carreira
Seu papel em Rescue Me começou como um personagem recorrente nas temporadas 1–3, interpretando o sobrinho do líder da série, Tommy Gavin (Denis Leary). Nas temporadas 5–6, ele foi promovido ao elenco principal quando seu cha.
Em 2010, Zegen foi escalado como o gangster Bugsy Siegel para a segunda, terceira e quinta temporadas da série da HBO, Boardwalk Empire. Em 2011, Zegen, junto de James Ransone, foram escalados nos papéis coadjuvantes da série de comédia da HBO How To Make It In America. No meio de 2011, Zegen foi escalado em um papel recorrente na segunda temporada de série da AMC The Walking Dead. Em 2014 ele criou o papel de Liam na comédia de humor negro off-Broadway Bad Jews. Zegan fez sua estreia na Broadway em A View from the Bridge em 2015. Em 2017, Zegen interpretou Joel Maisel em The Marvelous Mrs. Maisel. Para o papel que ele venceu dois prêmios de Melhor desempenho de um conjunto em uma série de comédia do Screen Actors Guild. Ele voltou para a Broadway em 2021 para estrelar em Trouble in Mind, dirigido por Alice Childress.

## Filmografia
| Ano  | Título                                   | Papel                   | Notas |
| ---- | ---------------------------------------- | ----------------------- | ----- |
| 2005 | Bittersweet Place                        | Todd                    |       |
| 2007 | The Girl Next Door                       | Eddie                   |       |
| 2008 | Assassination of a High School President | Steven Lohman           |       |
| 2009 | Adventureland                            | Eric                    |       |
| 2009 | Taking Woodstock                         | Bernie (Jovem homem #1) |       |
| 2009 | The Box                                  | Garcin                  |       |
| 2012 | Frances Ha                               | Benji                   |       |
| 2012 | Ex-Girlfriends                           | O Blogueiro             |       |
| 2015 | Brooklyn                                 | Maurizio                |       |
| 2017 | Becks                                    | Pete                    |       |
| 2018 | Tyrel                                    | Eli                     |       |
| 2018 | The Seagull                              | Mikhail                 |       |
| 2020 | The Stand In                             | Steve                   |       |
| 2024 | Notice to Quit                           | Andy Singer             |       |

| Ano       | Título                    | Papel            | Notas                            |
| --------- | ------------------------- | ---------------- | -------------------------------- |
| 2004      | The Sopranos              | Partygoer        | 1 episódio                       |
| 2004–2011 | Rescue Me                 | Damien Keefe     | 42 episódios                     |
| 2006      | Love Monkey               | Luther           | 1 episódio                       |
| 2009      | Mercy                     | Jason Keener     | 1 episódio                       |
| 2011      | How to Make It in America | Andy Sussman     | 4 episódios (2ª temporada)       |
| 2011–2014 | Boardwalk Empire          | Ben Siegel       | 11 episódios (temporadas 2–3; 5) |
| 2012      | The Walking Dead          | Randall Culver   | 4 episódios (2ª temporada)       |
| 2014      | Girls                     | Joe              | 3 episódios (3ª temporada)       |
| 2015      | The Good Wife             | Justin Partridge | 1 temporada                      |
| 2016      | BrainDead                 | Ben Valderrama   | 1 episódio                       |
| 2017–2023 | The Marvelous Mrs. Maisel | Joel Maisel      | 34 episódios                     |
| 2024      | The Penguin               | Alberto Falcone  | Minissérie                       |